# Bacidia subturgidula
Bacidia subturgidula är en lavart som först beskrevs av William Nylander och som fick sitt nu gällande namn av Alexander Zahlbruckner. 
Bacidia subturgidula ingår i släktet Bacidia och familjen Ramalinaceae. Inga underarter finns listade i Catalogue of Life.